# Terry Burrus
Terrance Corley Burrus (Brooklyn (New York)) is een Amerikaanse toetsenist, componist, producent, dirigent, dj en orkestleider.

## Biografie
Terry Burrus' interesse in orgel en piano begon op 5-jarige leeftijd in Brooklyn in de Washington Temple Church Of God In Christ, een Pinksterkerk onder de oprichter Pastor Bishop F.D. Washington. Terry's moeder Carter Lee en vader James zongen al sinds het midden van de jaren 1950 in het koor. Tegen de tijd dat Terry vijf was, lieten zijn ouders hem inschrijven op de Alfred Miller Music School, waar hij zó uitblonk dat hij een jaar of zo later gospelhymnen speelde. Hij studeerde muziek in New York aan de La Guardia School of Arts (voorheen bekend als Music and Art) en studeerde later aan de Long Island University in New York. Al die tijd nam hij op in zijn persoonlijke en openbare opnamestudio's en speelde hij wereldwijd als sideman met Jean Carne, Michał Urbaniak, Tom Browne, Stanley Turrentine, Lenny White, Lena Horne, Phyllis Hyman, Crown Heights Affair en The Main Ingredient met Cuba Gooding jr. Terry Burrus dankt altijd Sticks Evans, zijn muziekleraar aan de John Coleman I.S.271 Junior High School in Brooklyn, voor het aanmoedigen en inspireren als jongere. Stick Evans speelde drums voor Aretha Franklin en Sammy Davis jr. Behalve dat hij zijn leraar en mentor was, beschouwde Stick Evans Terry als een kleine broer of zelfs een zoon en het was door deze relatie dat Burrus de kracht kreeg om door te gaan in de muziekwereld. Eind jaren 1980 nam Burrus zelfs een nieuw gebouwd appartement in midden Manhattan, in het gebied waar Evans vele jaren woonde tot aan zijn dood in de vroege jaren 90.
Geboren in Brooklyn, New York, begon hij als tiener te toeren met jazzfusionviolist Michał Urbaniak en zanger Jean Carne, terwijl hij nog op de middelbare school in New York zat. In die tijd verving Burrus de toetsenist Barry Eastman van Urbaniak (die jaren later You Are My Lady schreef voor Freddie Jackson). Burrus werd naar Jean Carne gebracht door percussionist-producent Norman Hedman, die als kind een van de muzikale mentoren van Burrus was. Later ging Burrus spelen met trompettist Tom Browne, drummer Lenny White en zangeres Melba Moore. Aanbevolen door zijn vriend pianist Kenny Kirkland, die halverwege de jaren 1980 toetsenist was voor Sting, was Burrus verder gegaan om te spelen met de grote Lena Horne in haar bekroonde show Lady and Her Music in 1984. Haar band bestond uit Terry op piano en keyboards, Ben Brown op bas, Rodney Jones op gitaar, Wilby Fletcher op drums, samen met dirigente Linda Twine en een hele reeks muzikanten, waaronder het London Symphony Orchestra. Terwijl hij nog steeds voor artiesten speelde, bracht Burrus solo-opnamen uit en concerteerde hij alleen.
In 1983 bracht Terry zijn eerste solo-single Love Rockin' uit voor Arista Records, een funk/electro/soulnummer, geschreven en met alle zang en instrumenten van Burrus, met drummer Omar Hakim, een vriend van de middelbare school. Dit stond bekend als Terry Burrus And Transe, geproduceerd door Burrus en Marcus Miller, een andere vriend van de middelbare school. Burrus en Miller, samen met drummer Poogie Bell, gitarist Bobby Broom, een andere vriend van de middelbare school, en Bernard Wright (ook een metgezel van de middelbare school) gingen spelen voor een off-Broadway-show, geschreven in 1977 door Weldon Irvine als Young Gifted And Broke in het Billie Holiday Theatre in Brooklyn, New York. Irvine had samen met Nina Simone het beroemde nummer To Be Young, Gifted and Black geschreven. De drummer van Return To Forever en jazzfusionpionier Lenny White voegde zich tijdens het post Chick Corea Return to Forever-seizoen soms bij de Young Gifted And Broke-groep van muzikanten als tweede en vervangende drummer voor Poogie Bell.
Naarmate de tijd verstreek, werd Terry een zeer gerespecteerde en succesvolle opnamesessie-man, die speelde op opnamen van Michael Jackson, Toni Braxton, Janet Jackson, Swing Out Sister, Mariah Carey, The Cardigans, Donna Summer, Lisa Stansfield, Gloria Estefan, Aretha Franklin, Phyllis Hyman, Frankie Knuckles, David Morales, Satoshi Tomiie, Todd Terry en anderen. Omdat Burrus geen onbekende is met synthesizers en elektronische geluiden, bezit hij zowat elk elektrisch toetsenbord dat sinds de Wurlitzer elektrische piano is uitgebracht. Bovendien is Burrus altijd geïntrigeerd geweest door de grote klassieke meesters, die tijdens zijn schooltijd in New York het kunstenaarschap van Mozart, Beethoven, Händel en anderen hebben bestudeerd en in zijn hedendaagse pianocomposities en spelen klassieke invloeden te horen zijn. Hij speelt vele klassieke piano-recitals over de hele wereld en speelt zowel in de jazz- als popgenres.
Burrus was sideman/muziekregisseur op vele tournees van Jazz Explosion, zoals ze bekend waren in de jaren 1980 en 1990, evenals op soul- en gospelconcerten met de Harlem Gospel Singers, Lionel Hampton, Gato Barbieri, George Benson, Angela Bofill, Larry Carlton, Bill Withers, Ramsey Lewis, Crown Heights Affair, Chaka Khan, Ronnie Laws, The Main Ingredient, Johnny Kemp, Stanley Clarke, Noel Pointer, Bobbi Humphrey en Sherry Winston. Burrus schreef en produceerde ook met de president van Philadelphia International Records, Kenny Gamble, waaronder Living In Confusion en Forever With You voor Phyllis Hyman. Burrus schreef I Just Love You So Much voor Billy Paul en schreef/produceerde Love Goddess voor Lonnie Liston Smith. Burrus schreef en produceerde ook I'll Wait for You en The One And Only Lady In My Life voor Virgin-opnamegroep Burrell, naast een lange lijst van andere composities en producties die op zijn naam staan.
Zijn bijdragen aan de vele remixen van artiesten uit de jaren 1980 en 1990 tot heden, die het geluid van housemuziek en elektronische muziek versterken en zijn vroege associaties met Def Mix Productions, Frankie Knuckles, David Morales, Satoshi Tomiie en Todd Terry, Junior Vasquez, Paul Simpson, Winston Jones, Dave Shaw, Jellybean Benitez, Tony Humphries, François Kevorkian en vele andere internationale en Amerikaanse dj-producenten, hebben hem goed verankerd op de dansvloer en in de remixwereld. Burrus heeft geluiden in elektronica gecreëerd die hij heeft uitgebreid naar de wereld van techno, trance, ambient, wereldmuziek en meer, waarbij zijn pianostijl vooral in de jaren 1990 veel voorkomt en domineert op veel opnamen van bekende en nieuwe artiesten over de hele wereld. Van zijn tienerjaren als jazzfusionist tot funkster tot house- en elektronica-pionier, Burrus is een ambassadeur van elektronische muziek geweest.

## Discografie

### Als leader
- 1983: Love Rockin (Arista)
- 1985: Mighty Mouth Vavoom (Zakia/Bee Pee)
- 1989: Bust It Out (Easystreet)
- 1990: Dance to the Mix (ep) (Easystreet)
- 1991: Free Spirit (Ichiban-EMI)
- 1992: Nation 2 Nation (Ichiban)
- 1994: Acid Jazz Hipabop Project (Lovelight)
- 1994: Invisible Weapon (Startrak)
- 1996: I Am for You (Lovelight)
- 1996: Soul of Jazz (Ichiban)
- 2006: Urban Smooth Jazz (Ichiban)
- 2007: At the Konzerthaus in Dortmund (Blue Corner)
- 2008: Global Dancefloor Booked (Lovelight)

### Als sideman
- 1981: Tom Browne - Yours Truly (GRP/Arista)
- 1986: Phyllis Hyman - Living All Alone (Philadelphia International)
- 1990: George Benson - Big Boss Band met het Count Basie Orchestra (Warner Bros.)
- 1990: Lonnie Liston Smith - Love Goddess (Startrak/Ichiban)
- 1991: Lisa Stansfield - Change [Ultimate Club Mix] (geremixt door Frankie Knuckles) (Arista)
- 1992: Phyllis Hyman - Prime of My Life (Zoo Entertainment)
- 1995: Michael Jackson - You Are Not Alone (Epic)
- 1997: Cardigans - Love Fool (Motor/Mercury)
- 1997: Mary J. Blige - Everything (MCA/Universal)